# Nicolas Boukhrief
Nicolas Boukhrief (Antibes, 2 giugno 1963) è uno sceneggiatore e regista francese.

## Biografia
Figlio di un imbianchino algerino originario della provincia di Tiaret e di una bibliotecaria francese, negli anni ottanta Boukhrief è stato tra i fondatori, assieme a Christophe Gans, e principali redattori della rivista di cinema di genere Starfix. Ha esordito co-sceneggiando Non tutti hanno la fortuna di aver avuto i genitori comunisti di Jean-Jacques Zilbermann ed Assassin(s) di Mathieu Kassovitz nei primi anni novanta, per poi dirigere il suo primo lungometraggio nel 1995. Troverà la sua cifra registica a partire dal 2004 col caper d'azione Cash Truck (rifatto nel 2021 da Guy Ritchie come La furia di un uomo - Wrath of Man). Collabora con Gans alla sceneggiatura di un adattamento del videogioco horror Silent Hill, poi riscritta da Roger Avary. Nel 2015, il suo thriller Made in France, su di un gruppo di giovani jihādisti radicalizzati nelle banlieue francesi che organizza un attentato, sale agli onori della cronaca nazionale e internazionale dopo essere stato ritirato dalla programmazione a cinque giorni dall'uscita a causa degli attentati terroristici di matrice islamica avvenuti a Parigi il 13 novembre.

## Filmografia

### Regista e sceneggiatore
- Va mourire (1995)
- Il piacere e i suoi piccoli inconvenienti (Le Plaisir (et ses petits tracas)) (1998)
- Cash Truck (Le Convoyeur) (2004)
- Cortex (2008)
- Gardiens de l'ordre (2010)
- Made in France - Obiettivo Parigi (Made in France) (2015)
- La Confession (2016)
- Tre giorni e una vita (Trois jours et une vie) (2019)

### Solo sceneggiatore
- Non tutti hanno la fortuna di aver avuto i genitori comunisti (Tout le monde n'a pas eu la chance d'avoir des parents communistes), regia di Jean-Jacques Zilbermann (1993)
- Assassin(s), regia di Mathieu Kassovitz (1997)
- Silent Hill, regia di Christophe Gans (2006) – non accreditato[3]
- L'Italien, regia di Olivier Baroux (2010)
- 600 kilos d'or pur, regia di Éric Besnard (2010)
- Délicieux - L'amore è servito (Délicieux), regia di Éric Besnard (2021)